# 追根究柢
《追根究柢》是美國搖滾樂團帕拉摩爾樂團的第6張錄音室專輯，於2023年2月10日發行，前作是將近6年前發行的《笑容背後》（2017年）。《追根究柢》是帕拉摩爾樂團首張在前作發行後沒有成員更動的專輯，也是在大西洋唱片發行的最後一張錄音室專輯。專輯收錄4首單曲This Is Why、The News、C'est Comme Ça和Running Out of Time。
《追根究柢》廣受好評，首週銷量達64,000专辑等价单位，登上《告示牌》二百大專輯榜第2名。2023年10月6日重混版專輯《Re: This Is Why》發行，收錄各曲由不同藝人重混、重製、重寫的版本。
《追根究柢》於第66屆葛萊美獎獲頒最佳搖滾專輯，專輯同名曲目獲頒最佳另類音樂表演。

## 背景和錄製
2017年5月，帕拉摩爾樂團發行了大受好評的第5張錄音室專輯《笑容背後》，2010年離開樂團的前鼓手Zac Farro在專輯中回歸。 帕拉摩爾樂團在2017年6月到2018年9月間為專輯巡演。《笑容背後》巡迴演唱會結束後，樂團暫停創作及錄製音樂，著手其他活動。Hayley Williams在American Football2019年歌曲Uncomfortably Numb中獻唱，並發行了兩張個人專輯《Petals for Armor》（2020年）和《瓶中花》（2021年）；前者由樂團吉他手Taylor York製作。此外，她還把重心放到自己的染髮劑公司Good Dye Young上， 並擔任BBC Sounds每週節目《Everything Is Emo》主持人。Farro繼續他的音樂項目HalfNoise，發行EP《Flowerss》（2018年）及2張專輯《Natural Disguise》（2019年）和《Motif》（2021年）。Farro還為Williams專輯《Petals for Armor》中的2首歌曲Watch Me While I Bloom和Crystal Clear錄製鼓組，並發行了個人EP《Zafari》（2020年）。
2020年Williams宣傳《Petals for Armor》期間，帕拉摩爾樂團的第6張專輯成為話題。Williams暗示樂團下張專輯將更多以吉他主導，並說道，「我們最近聽了很多從小到大啟發過我們的老歌。」2022年她又進一步評論，稱專輯與街趴樂團相像：「從一開始，街趴樂團就是頭號的參考對象，因為他們的音樂有一種特別的迫切感，聽起來不同於2000年代早期的那些快龐克、流行龐克音樂或那種吵雜的音牆emo樂團。」2022年1月，樂團確認已在錄音室著手下一張專輯。

## 創作
《追根究柢》是帕拉摩爾樂團首張有同名曲目的專輯。《Rock Sound》的Logan Gourlay稱專輯是一張「緊張（jittery）的後龐克唱片」，指出Foals、街趴樂團和Talking Heads的影響。官方榜单公司的George Griffiths描述專輯為一幅「粗糙（jagged）而不失自信的硬派後龐克音景。」《告示牌》的Meredith Jenks和Christine Werthman稱專輯是「一部緊繃的後龐克巨作，聚焦於疫情帶來的焦慮」。同樣，Pitchfork的Arielle Gordon以「緊張（jittery）、尖銳（crackling）的後龐克」形容專輯。《BrooklynVegan》的Andrew Sacher稱專輯中「充斥」著「焦躁」（twitchy）的舞曲龐克風格。《Exclaim!》的Wesley McLean認為專輯中的「後龐克和藝術龐克傳統根深蒂固」。《衛報》的Alexis Petridis寫道，「（專輯）揉合了00年代另类摇滚：樂團曾提及街趴樂團和Foals帶來影響。」 《Clash》的Ims Taylor表示，「帕拉摩爾樂團在《追根究柢》中採取了簡單、醒目、有力的風格，保持新浪潮不斷重複抓耳詞句的特點，透過生動的吉他反調、超脫主副主副（結構）的尖銳的歌詞循環，將每首歌的特點各自牢牢烙印在你腦海中。」寫道「專輯最後3首曲目以夢幻流行為軸心」 。《Under the Radar》的Chris Thiessen表示，「專輯後半張在聽感上與上半張有所不同，內容更加私密並描述更多人與人的關係，且更貼近樂團的流行朋克根源。」Boolin Tunes的Maximo David稱「認為帕拉摩爾樂團在《追根究柢》中『回歸初心』的看法，或是一群專家權威在近年間傳的謠，幾乎都錯漏百出。」 

## 發行和宣傳
2022年9月，帕拉摩爾樂團隱藏了官方Instagram帳號上的所有貼文，並更新了官網。網站列出了一串日期。樂團建立官方Discord伺服器，宣佈洛杉矶和纽约演出日期，以及發佈樂團為新作品做準備的影片。9月16日，樂團宣佈睽違四年首支單曲This Is Why，單曲於9月28日發行。單曲發行當天，樂團宣佈將在2023年2月10日發行專輯。11月4日，帕拉摩爾樂團在上表演了單曲This Is Why。第2首單曲The News在2022年12月8日發行。第3首單曲C'est Comme Ça在1月12日發行。2022年10月，帕拉摩爾樂團開展了一小輪巡演，包括在Austin City Limits和When We Were Young音樂節中坐鎮主打樂團。2023年2月6日，樂團在纳什维尔舉行的專輯發行演出上首秀歌曲Running Out of Time。2023年2月16日，發佈了專輯第4首單曲Running Out of Time的音樂錄影帶。

## 評價
| 綜合得分                 | 綜合得分 |
| 來源                     | 評分     |
| ------------------------ | -------- |
|                          | 8.4/10   |
|                          | 85/100   |
| 評論得分                 |          |
| 來源                     | 評分     |
| AllMusic                 | [ 43 ]   |
| 《Clash》                | 9/10     |
| 《旗帜晚报》             | [ 44 ]   |
| 《Exclaim!》             | 9/10     |
| 《衛報》                 | [ 22 ]   |
| 《Kerrang!》             | [ 45 ]   |
| 《The Line of Best Fit》 | 9/10     |
| 《NME》                  | [ 47 ]   |
| 《Pitchfork》            | 6.3/10   |
| 《》                     | [ 24 ]   |

《追根究柢》發行後廣受好評。專輯在評論整合網站Metacritic上獲得了85分，共20則評論，在網站中獲「普遍讚譽」等級。AllMusic的Matt Collar寫道，專輯把「他們一路上的藝術和情感之線條（交織）成為緊密（cohesive）狂熱（ardent）的一體」。《Clash》的Ims Taylor稱讚歌曲創作，「要把帕拉摩爾樂團的任何一張專輯拿出來說是什麼『之最』……都是負面的……但《追根究柢》的歌曲創作絕對能稱上一個『之最』，Williams既能優雅又能如砂紙般粗啞，任其所需。」《DIY》的Sarah Jamieson稱專輯是「三人再一次大膽而出色的轉變」，帶有一種「真正的自信感」，是「帕拉摩爾樂團迄今最有野心的唱片」。《旗帜晚报》的David Smyth認為專輯曲風跨幅「從火山般的能量到帶有一種迷人的成熟感的慢歌」。
《Exclaim!》的Wesley McLean稱專輯中的「後龐克和藝術龐克傳統根深蒂固」，是「帕拉摩爾樂團迄今最成熟的作品」。《衛報》的Alexis Petridis稱，專輯將「焦躁的鼓打、尖銳的吉他、大段riff、流行朋克的起伏不定，和對流行樂創作的深刻理解，全都融於一爐」，並且對「千禧世代的厭世描寫得當、現實」。《Kerrang!》的Sam Law認為專輯的歌曲創作像是在《笑容背後》的歌曲上發生的一場「自然演化」：「稍為老練、稍加明智，對世界現況更大為憤慨」。他認為Williams在《追根究柢》中「進入了她更突出的真實形象版本」，評論道專輯「仍帶有帕拉摩爾樂團鮮明的辨識度，令人驚嘆」。《The Line of Best Fit》的Steven Loftin寫道，「跟所有叮噹響（jangling）的獨立好歌一樣，歡快音符的波湧之下總是漂曳著陰暗面，而《追根究柢》對這一事實樂在其中。」
在《NME》的評論中，Sophie Williams認為專輯「既與當下思想前進的搖滾樂一致，又是寫給刻薄得出彩的早期帕拉摩爾樂團的情書」，是他們「至今最無畏的一些歌曲創作」，樂團「挖掘出了新的溫度」。《Pitchfork》的Arielle Gordon寫道，「沒有反芻他們早前唱片那些老掉牙（gnarled）的購物中心放的龐克樂」，帕拉摩爾樂團在專輯中「涉及後龐克富有動力（propulsive）的特色」，但批評道專輯靠前的歌曲存在太多「歌詞上的失誤和反效果，Alanis Morissette要是聽了會翻白眼」，並認為歌詞中呈現的憤怒「太懶且太遲」了。的Giselle Au-Nhien Nguyen以「重新認識一支以新的成熟度和意志回歸的樂團」描述專輯。《Under the Radar》的Chris Thiessen提到專輯「前後稍有不平衡，靠後的歌曲略顯乏力」，但仍認為專輯「執行得當……且一瞥了我們大家在過去幾年都共同且特別是在同時需要面對的道路。」
2023年6月，《另类新闻》發表了一篇不分先後順序的2023年已發行的前25名專輯榜單，其中包含了《追根究柢》，並稱專輯「毫無保留」，樂團在專輯中「大膽且巧妙地涉足政治、不適和心理健康，並找到了一幅更具放克風格、更加複雜的音樂畫布，在畫布上自由地探索和表達自我」。2023年12月，《NME》將專輯排在年榜第5名。

### 獎項
| 組織     | 年份   | 得獎作品     | 類別             | 結果 |
| -------- | ------ | ------------ | ---------------- | ---- |
| 葛萊美獎 | 2024年 | 《追根究柢》 | 最佳搖滾專輯     | 獲獎 |
| 葛萊美獎 | 2024年 | 〈追根究柢〉 | 最佳另類音樂表演 | 獲獎 |

## 曲目列表
全曲目作者Hayley Williams、Taylor York和Zac Farro，製作人Carlos de la Garza。
| 《追根究柢》曲目列表 | 《追根究柢》曲目列表    | 《追根究柢》曲目列表 |
| 曲序                 | 曲目                    | 时长                 |
| -------------------- | ----------------------- | -------------------- |
| 1.                   | This Is Why             | 3:27                 |
| 2.                   | The News                | 3:07                 |
| 3.                   | Running Out of Time     | 3:12                 |
| 4.                   | C'est Comme Ça          | 2:29                 |
| 5.                   | Big Man, Little Dignity | 4:20                 |
| 6.                   | You First               | 4:05                 |
| 7.                   | Figure 8                | 3:24                 |
| 8.                   | Liar                    | 4:21                 |
| 9.                   | Crave                   | 3:55                 |
| 10.                  | Thick Skull             | 3:52                 |
| 总时长：             | 总时长：                | 36:12                |

## 製作人員
名單來自專輯內頁。

| 帕拉摩爾樂團 - Hayley Williams – 人聲、打擊樂、鋼琴、錄製（所有曲目），和聲（曲目1） - Taylor York – 吉他、鍵盤、程式設計、颤音琴、鐘琴、錄製（所有曲目），和聲（曲目1） - Zac Farro – 鼓、打擊樂、鍵盤、程式設計、顫音琴、鐘琴、錄製（所有曲目），和聲（曲目1、2、4） 其他音樂家 - Carlos de la Garza – 製作（所有曲目），和聲（曲目1） - Brian Robert Jones – 貝斯 - Henry Solomon – 低音單簧管、單簧管、长笛、中音長笛 - Phil Danyew – 鍵盤、程式設計 - Elke – 和聲（曲目5） | 技術人員 - Melissa Mancini – 母帶後製 - Manny Marroquin – 混音 - Harriet Tam – 工程 - Zach Pereya – 混音助理 - Anthony Vilchis – 混音助理 - Trey Station – 混音助理 - Scott Moore – 工程助理 - Kyle McAulay – 工程助理 - Patrick Kehrier – 工程助理 - Joey Mullen – 鼓技師 - Erik Bailey – 吉他技師 - Joanne Almeida – 吉他技師 插圖 - Iamsound – 藝術指導 - Zachary Gray – 攝影 - Fisk – 平面設計 |

## 《Re: This Is Why》
《Re: This Is Why》是美國搖滾樂團帕拉摩爾樂團的首張重混專輯，發行於2023年10月6日。《Re: This Is Why》包含了樂團2023年專輯《追根究柢》各曲目經重製、重混、重寫的版本，並收錄了一首未發行的B面demo，被描述為「近乎是一張重混專輯」。《Re: This Is Why》是樂團在大西洋唱片下最後一次發行的作品。
2023年9月下旬，帕拉摩爾樂團開始預告《Re: This Is Why》，在官方Discord伺服器中發佈專輯音訊片段，並於10月2日正式公佈專輯，10月6日發行。
樂團在The New Yorker音樂節受採訪時表示，他們還會再發行一首與David Byrne合作的未收錄在專輯中的曲目。

### 曲目列表
| 《Re: This Is Why》曲目列表 | 《Re: This Is Why》曲目列表                   | 《Re: This Is Why》曲目列表                                                                        | 《Re: This Is Why》曲目列表        | 《Re: This Is Why》曲目列表 |
| 曲序                        | 曲目                                          | 词曲                                                                                               | 製作人                             | 时长                        |
| --------------------------- | --------------------------------------------- | -------------------------------------------------------------------------------------------------- | ---------------------------------- | --------------------------- |
| 1.                          | This Is Why（Re: Foals）                      | Hayley Williams Taylor York Zac Farro Jimmy Smith                                                  | Smith                              | 5:51                        |
| 2.                          | The News（Re: The Linda Lindas）              | Williams York Farro Bela Salazar Eloise Wong Lucia de la Garza Mila de la Garza Carlos de la Garza | C. De la Garza                     | 3:26                        |
| 3.                          | Running Out of Time（Re: Panda Bear）         | Williams York Farro Noah Lennox （ 英语 ： Panda Bear (musician)）                                                      | Panda Bear                         | 4:23                        |
| 4.                          | Running Out of Time（Re: Zane Lowe）          | Williams York Farro Lowe                                                                           | Lowe                               | 4:44                        |
| 5.                          | C'est Comme Ça（Re: Wet Leg）                 | Williams York Farro Rhian Teasdale （ 英语 ： Rhian Teasdale） Hester Chambers                                   | Chloe Kraemer                      | 2:24                        |
| 6.                          | Big Man, Little Dignity（Re: DOMi & JD BECK） | Williams York Farro Domi Degall JD Beck                                                            | Domi and JD Beck                   | 3:00                        |
| 7.                          | You First（Re: Remi Wolf）                    | Williams York Farro Wolf Jared Solomon                                                             | Wolf Solomonophonic                | 3:54                        |
| 8.                          | Figure 8（Re: Bartees Strange）               | Williams York Farro Bartees Cox Jr.  Chris Connors                                    | Strange Connors                    | 3:35                        |
| 9.                          | Liar（Re: Romy）                              | Williams York Farro Romy Madley Croft （ 英语 ： Romy Madley Croft）                                                | Romy Francine Perry [a]            | 4:36                        |
| 10.                         | Crave（Re: Claud）                            | Williams York Farro Claud Mintz （ 英语 ： Claud (singer)）                                                      | Claud Bram Inscore                 | 3:30                        |
| 11.                         | Thick Skull（Re: Julien Baker）               | Williams York Farro Baker                                                                          | C. De la Garza Baker Calvin Lauber | 4:54                        |
| 12.                         | Sanity（demo）                                | Williams York                                                                                      | York                               | 3:30                        |
| 总时长：                    | 总时长：                                      | 总时长：                                                                                           | 总时长：                           | 47:52                       |

#### 註解
- ^a  表示副製作人

## 榜單
| 榜單（2023年）                            | 最高 排名 |
| ----------------------------------------- | --------- |
| 澳大利亞（ARIA專輯榜）                    | 1         |
| 奧地利（奧地利Ö3專輯榜）                  | 16        |
| 比利時法蘭德斯（Ultratop專輯榜）          | 12        |
| 比利時瓦隆（Ultratop專輯榜）              | 80        |
| 加拿大（《告示牌》Canadian Albums Chart） | 8         |
| 荷蘭（MegaCharts專輯榜）                  | 22        |
| 芬蘭（Suomen virallinen lista專輯榜）     | 20        |
| 法國（SNEP專輯榜）                        | 107       |
| 德國（Offizielle Top 100專輯榜）          | 6         |
| 匈牙利（MAHASZ專輯榜）                    | 5         |
| 愛爾蘭（IRMA專輯榜）                      | 2         |
| 日本（《日本公告牌》專輯榜）              | 100       |
| 日本（Oricon搖滾專輯榜）                  | 16        |
| 日本（Oricon西洋專輯榜）                  | 27        |
| 立陶宛（AGATA專輯榜）                     | 70        |
| 紐西蘭（（RMNZ專輯榜）                    | 3         |
| 葡萄牙（AFP專輯榜）                       | 9         |
| 蘇格蘭（OCC專輯榜）                       | 1         |
| 西班牙（PROMUSICAE專輯榜）                | 32        |
| 瑞士（Schweizer Hitparade專輯榜）         | 32        |
| 英國（OCC專輯榜）                         | 1         |
| 烏拉圭（CUD專輯榜）                       | 8         |
| 美国（《告示牌》200）                     | 2         |
| 美國（《告示牌》Top Alternative Albums）  | 1         |
| 美國（《告示牌》Top Rock Albums）         | 1         |

| 榜單（2023年）               | 排名 |
| ---------------------------- | ---- |
| 美國專輯銷量榜（《告示牌》） | 61   |
| 美國搖滾專輯榜（《告示牌》） | 62   |
| 美國另類專輯榜（《告示牌》） | 33   |

## 發行記錄
| 地區     | 日期          | 格式                  | 版本                | 廠牌       | 參考   |
| -------- | ------------- | --------------------- | ------------------- | ---------- | ------ |
| 多個地區 | 2023年2月10日 | 卡帶 CD 數位下載 黑膠 | 標準版              | 大西洋唱片 | [ 87 ] |
| 多個地區 | 2023年10月6日 | 數位下載              | 《Re: This Is Why》 | 大西洋唱片 | [ 56 ] |